# Артом, Эмануэле
Эмануэ́ле А́ртом (итал. Emanuele Artom, ивр. אמנואלה הרטום‎; 23 июня 1915, Аоста, Валле д’Аоста, Королевство Италия — 7 апреля 1944, Турин, Пьемонт, Королевство Италия) — итальянский историк еврейского происхождения и участник движения Сопротивления. Автор «Дневников еврейского партизана». 

## Семья и образование
Родился 23 июня 1915 года в Аосте; по другой версии, в Турине. Происходил из семьи итальянских евреев-интеллектуалов. Родители, Эмилио и Амалия Артомы, преподаватели математиками, принадлежали к среднему классу. У Эмануэле был младший брат Энио. В семье Артомов придерживалась культурных и религиозных еврейских традиций. Его дядя, Элиа Самуэле Артом, был раввином и древнееврейским историком. Эмануэле овладел ивритом, чтобы на нём с отцом говорить о религиозных книгах иудаизма.
Обучался в классическом лицее Массимо д’Азельо в Турине. Одним из учителей Эмануэле был Аугусто Монти, под влиянием которого он увлёкся изучением классической культуры и философии неогегельянства.
Осенью 1933 года поступил на литературный факультет Туринского университета, где обучался на курсах романской филологии у Санторре Дебенедетти. Окончил обучение с высокими оценками в 1937 году, защитив диссертацию на тему «Упадок Хасмонеев»; его научным руководителем был историк Марио Аттилио Леви.
После принятия фашистским режимом в 1938 году направленных против евреев расовых законов, Эмануэле и Эннио Артомам была доверена еврейская библиотека Турина. При ней братья основали еврейский культурный клуб, членами которого стали молодые местные евреи, пострадавшие из-за преследований, которые побудили их начать исследование собственной идентичности. Среди них были Анна Мария и Примо Леви, Ливио Норци, Гвидо Бонфильоли, Джорджио Сегре, Франко Момильяно и Лучана Ниссим. После смерти брата, произошедшей из-за несчастного случая в горах в 1940 году, Эмануэле Артом замкнулся, все больше времени посвящая исследованиям и борьбе с фашистским режимом.

## Антифашистская деятельность
Занялся антифашистской деятельностью и политическим активизмом в конце 1930-х годов, официально присоединившись к Партии действия в 1943 году. 8 сентября того же года он присоединился к партизанам под руководством Эудженио Ансальди. Во время испытательного срока был делегатом-активистом в группе Гарибальди, которой командовал Помпео Колаянни. В январе 1944 года вошёл в состав активистов в долине Пелличе, где занимал должность политического комиссара. Служил в бригадах движения Справедливость и свобода в долинах Пелличе и Джерманаска, переходя от группе к группе, участвуя в опасных акциях и длительных маршах. Несмотря на то, что его физическое состояние не подходило к тяготам партизанской жизни, зимой в горах Эмануэле Артом постоянно посещал различные группы, чтобы ободрить партизан, которые неохотно шли на диалог, и объяснить им причины и цели их борьбы не только за освобождение, но и за демократическое обновление Италии.
21 марта 1944 года нацисты начали большой рейд против партизан в этом районе. Операция продолжалось в течение следующих нескольких дней. Патрули постепенно продвигались вверх по гористой местности. 25 марта Эмануэле Артом, находившийся в компании Франко Момильяно, Уго Сакердоте, Густаво Малана и Руджеро Леви, был схвачен итальянским нацистским патрулём. Его поместили под стражу в коммуне Лузерна-Сан-Джованни. Заключённый с ним фашист, которому он когда-то спас жизнь, указал на него как на еврея и политического комиссара. Эмануэле Артом был жестоко избит и унижен. 31 марта 1944 года его перевели в немецкое нацистское крыло в тюрьме Ле-Нуове в Турине, где подвергли жестоким пыткам. 7 апреля он умер в заключении. Товарищи по борьбе были вынуждены быстро похоронить его тело ночью на берегу речки Сангоне в Турине.

## Дневники
Дневники Эмануэле Артома, как с литературной, так и с историко-документальной точки зрения, является одним из лучших текстов партизанских мемуаров, а также исключительным свидетельством того, как преследовали итальянских евреев при фашистской власти. Впервые он был частично опубликован в 1954 году с названием «Три жизни» под редакцией Бенвенуто Тревеса. В 1966 году вышло более полное издание с названием «Дневники: январь 1940 — февраль 1944» под редакцией Элоизы Равенны и Паолы Де Бенедетти и опубликовано Фондом Центра современной еврейской документации.
В 2008 году текст был впервые опубликован целиком с названием «Дневники еврейского партизана» под редакцией Гури Шварца в издательстве Боллати Борингьериа; Шварц дополнил издание биографическим эссе. Дневник состоит из двух частей. Первый касается периода с января 1940 года по 10 сентября 1943 года и представляет собой убедительное свидетельство о преследовании евреев в Турине из-за расовых законов, о бомбардировках союзников и их влиянии на местное население. В центре внимания также социальные потрясения в период между падением фашистского режима и нацистской оккупацией Италии. Вторая часть, с ноября 1943 года по конец февраля 1944 года, посвящена партизанскому опыту Эмануэле Артома.
В рецензии к изданию дневников Эмануэле Артома историк Норберто Боббио написал: «Эти дневники являются исключительным документом партизанской войны... они дают непосредственное представление, без риторических приукрашиваний, без посмертных размышлений о жизни небольшого отряда».

## Память
После смерти Эмануэле Артома, его имя взяла партизанская бригада, действовавшая в районе Комо. В честь него названа одна из улиц рядом с парком Сангоне в Турине. Еврейская община Турина присвоила имя Эмануэле Артома еврейской среднее школе. В библиотеке литературного факультета Туринского университета в память о нём установлена мемориальная доска.